# Aero L-29 Delfín
Aero L-29 Delfín (NATO naziv: "Maya") je čehoslovački vojni školski zrakoplov koji se u velikim brojevima izvozio u druge zemlje. Određen broj zrakoplova i danas leti uglavnom u rukama privatnih kolekcionara.

## Razvoj
L-29 Delfin je dizajnirao tim pod vodstvom Z. Rubliča i K. Thomasa. Prvi prototip, XL-29 je prvi put poletio 5. travnja 1959. a pokretao ga je britanski Bristol Viper mlazni motor. Projekt je naravno prvo odobrio SSSR a 1960. Sovjeti su objavili da će se između L-29, TS-11 Iskre i Jak-32 održat natjecanje te da će pobjednik postati standardni školski zrakoplov SSSR-a i njegovih saveznika.
Drugi prototip je poletio u srpnju 1960. i bio je opremljen s češkim Motorlet M-701 mlaznim motorom. 1961. uslijedio je treći, predprodukcijski prototip koji je ujedno sudjelovao u natjecanju između školskih zrakoplova te pobijedio osiguravši sebi tako dugu proizvodnju. Prvi zrakoplovi su u službu ušli 1963. te im je pritom NATO dodijelio oznaku "Maya".

## Dizajn
L-15 je bio dosta jednostavan i konzervativan dizajn; imao je srednje visoko postavljeno krilo s usisnicima zraka u korijenu krila, T rep i tandem raspored sjedala. Stražnje sjedalo je bilo uzdignuto samo 15 cm u odnosu na prednje što je rezultiralo slabom vidljivošću za instruktora.

Pokretao ga je jedan Motorler M-701c-500 motor koji je razvijao 8,73 kN potiska. Za potrebe obuke s oružjem, ispod krila je mogao nositi bombe, rakete, kapsule sa strojnicama ili dodatna dva 150 litarska spremnika za gorivo.
U malim brojevima je izrađivana i jednosjedna inačica za akrobatske letove, L-29A Akrobat, a prvi put je poletila 1967. Izrađen je i prototip lakog jurišnika oznake L-29R, no kako je mogao ponijeti jako malu količinu tereta od ove ideje se ubrzo odustalo.

## Povijest korištenja
L-29 se prestao proizvoditi 1974. do kad je napravljeno oko 3600 zrakoplova što ga je učinilo jednim od najmnogobrojnijih mlaznih trenera u povijesti. Samo SSSR je koristio preko 2000 zrakoplova dok je ostatak uglavnom korišten u zemljama Varšavskog pakta. Poljska nije koristila L-29 jer je preferirala svoj zrakoplov, TS-11 Iskru.

## Korisnici
Afganistan

 Armenija

 Bugarska

 Čehoslovačka

 Njemačka Demokratska Republika

 Egipat

 Gruzija

 Gana

 Gvineja

 Mađarska

 Indonezija

 Irak

 Mali

 Nigerija

 Rumunjska

 Uganda

 SSSR

 Slovačka

 Sirija

 Vijetnam

## Tehničke karakteristike (L-29)
Osnovne karakteristike
- posada: 2
- dužina: 10,81 m
- raspon krila: 10,29 m
- površina krila: 19,8 m
- visina: 3,13  m

Letne karakteristike
- najveća brzina: 820 km/h
- dolet: 900 km
- brzina penjanja: 14 m/s
- najveća visina leta: 11.500 m
- specifično opterećenje krila: 166 kg/m2
- motor: 1 x Motorlet M-701C